# Aborigines’ Protection Society
Die Aborigines' Protection Society war eine von 1837 bis 1909 bestehende Londoner Gesellschaft, die sich den Schutz der „Ureinwohner“ im Britischen Weltreich zum Ziel gesetzt hatte. Dabei standen zum einen Gesundheit und Wohlbefinden der von der Kolonialmacht beherrschten indigenen Völker im Vordergrund, zum anderen Souveränitäts- und religiöse Rechte. 1909 verschmolz sie mit der Anti-Slavery Society zur Anti-Slavery and Aborigines' Protection Society (heute Anti-Slavery International).
Um ihre Ziele zu verfolgen, publizierte die Gesellschaft jährliche Berichte, dazu Traktate und Pamphlete sowie eine Zeitschrift mit dem Titel The Aborigines' Friend or Colonial Intelligencer. Darüber hinaus sammelte sie Geldmittel, um entrechteten oder enteigneten Völkern eine Heimstatt zu kaufen. So erwarb sie 1870 für einen Stamm der kanadischen Mi'kmaq auf Prince Edward Island eine Insel, die der heute dort lebenden Lennox Island First Nation bis heute den Namen gibt. Die Gesellschaft brachte den Zuluführer Cetshwayo in Kontakt mit der Königin und Maori an den Verhandlungstisch des Lord Mayor.
Eine der treibenden Kräfte, Thomas Hodgkin (1798–1866), war ein Bewunderer von William Penn und der Quäker, denen er selbst angehörte. Nachdem es den britischen Philanthropen gelungen war, 1807 die Sklaverei zu beseitigen und 1833 den Emancipation Act durchzusetzen, setzten sie ihren Kampf für die rechtliche Gleichstellung der Kolonialvölker fort. Um die britischen Institutionen von ihren Vorhaben überzeugen zu können, brauchte die Gesellschaft Wissen über die betreffenden Völker, für die sie sich einsetzen wollte. Sie begann also ethnologische Publikationen zu veröffentlichen bzw. deren Publikation zu unterstützen, zumal sowohl Hodgkin als auch sein Mitstreiter James Prichard ethnologisch beschlagene Wissenschaftler waren. Dies führte dazu, dass sich ein Teil der Männer, unter ihnen Hodgkin, 1842 von der Gesellschaft abwandte und im folgenden Jahr die Ethnological Society of London gründete. Vielen von ihnen war die Wirkung der Missionare ein Dorn im Auge, die den von ihnen bevorzugt untersuchten Völkern sogleich Veränderungen ihrer Kultur aufdrängten, da den Missionaren vor allem an der Taufe gelegen war. Nach Hodgkins Tod im Jahr 1866 befasste sich kein Mitglied der Aborigines' Protection Society mehr mit anthropologischen Fragen.
Für die Indigenen war die Gesellschaft oftmals die einzige Möglichkeit, sich bei Hof oder im Parlament, bei der Presse oder der Kolonialverwaltung Zutritt und Gehör zu verschaffen.
Vor Gründung der Aborigines' Protection Society bestanden in Großbritannien drei weitere, in einem umfassenderen Sinne an völkerkundlichen Themen arbeitende Gesellschaften. Unter ihnen war die British and Foreign Aborigines' Protection Society am stärksten auf eher philanthropische als wissenschaftliche Themen ausgerichtet.
James Heartfield, der 2011 eine Monographie über die Gesellschaft publizierte, kommt dennoch zu dem Ergebnis, dass ihre wohlmeinenden Aktivitäten letztlich das Empire-Regiment legitimiert haben. Zudem verfolgte sie eine Politik der Segregation.